# Gut-Hirten-Kirche
Gut-Hirten-Kirche, Guthirtenkirche, Kirche Zum Guten Hirten u. ä. heißen Kirchen und Kapellen, die als Patrozinium die Selbstbezeichnung Jesu Christ als der Gute Hirte tragen bzw. hiernach benannt sind (nach Joh 10,11 ). Festtag ist römisch-katholisch Jubilate (3. Sonntag nach Ostern), evangelisch und altkirchlich Misericordias (2. Sonntag nach Ostern).
In anderen Sprachen:
tschechisch [Krista] Dobrého pastýře,
englisch [Jesus/Christ the] Good Shepherd,
spanisch [Jesús El ] Buen Pastor,
französisch [Jésus-/Christ-][le-]Bon-Pasteur,
ungarisch [Jézus a] Jó pásztor
italienisch [Gesù] Buon Pastore,
niederländisch [Jezus de] Goede Herder,
portugiesisch [Jesus o] Bom Pastor

## Liste
Orte jeweils nach dem Abc, oder ortsüblicherweise nach oberster Verwaltungsgliederung und dann nach Stadt

### Australien
Australien
- Christ The Good Shepherd Church, Wakeley, Sydney (Sitz der gleichnamigen Kirche des ostsyrischen Ritus, einer Abspaltung der Alten Kirche des Ostens)[1]

### Belgien
Belgien
- Eglise du Bon Pasteur, Goede Herderkerk, Mouscron, Hennegau, Wallonien[2]

### Bosnien und Herzegowina
Bosnien und Herzegowina
- Pfarrkirche „Der gute Hirte“, Mostar[3]

### Deutschland
Deutschland
- Zum Guten Hirten (Altötting)
- Klinikkapelle Zum guten Hirten (Aschaffenburg)
- Pfarreiengemeinschaft Zum Guten Hirten Aschaffenburg (Herz-Jesu/St. Pius)
- Zum Guten Hirten (Augsburg)
- Berlin
  - Kirche Zum Guten Hirten (Berlin-Friedenau)
  - Zum Guten Hirten (Berlin-Friedrichsfelde)
  - Schilfdachkapelle Zum Guten Hirten, Kladow
  - Kloster Vom Guten Hirten (Berlin), Marienfelde

- Vom Guten Hirten (Billerbeck)

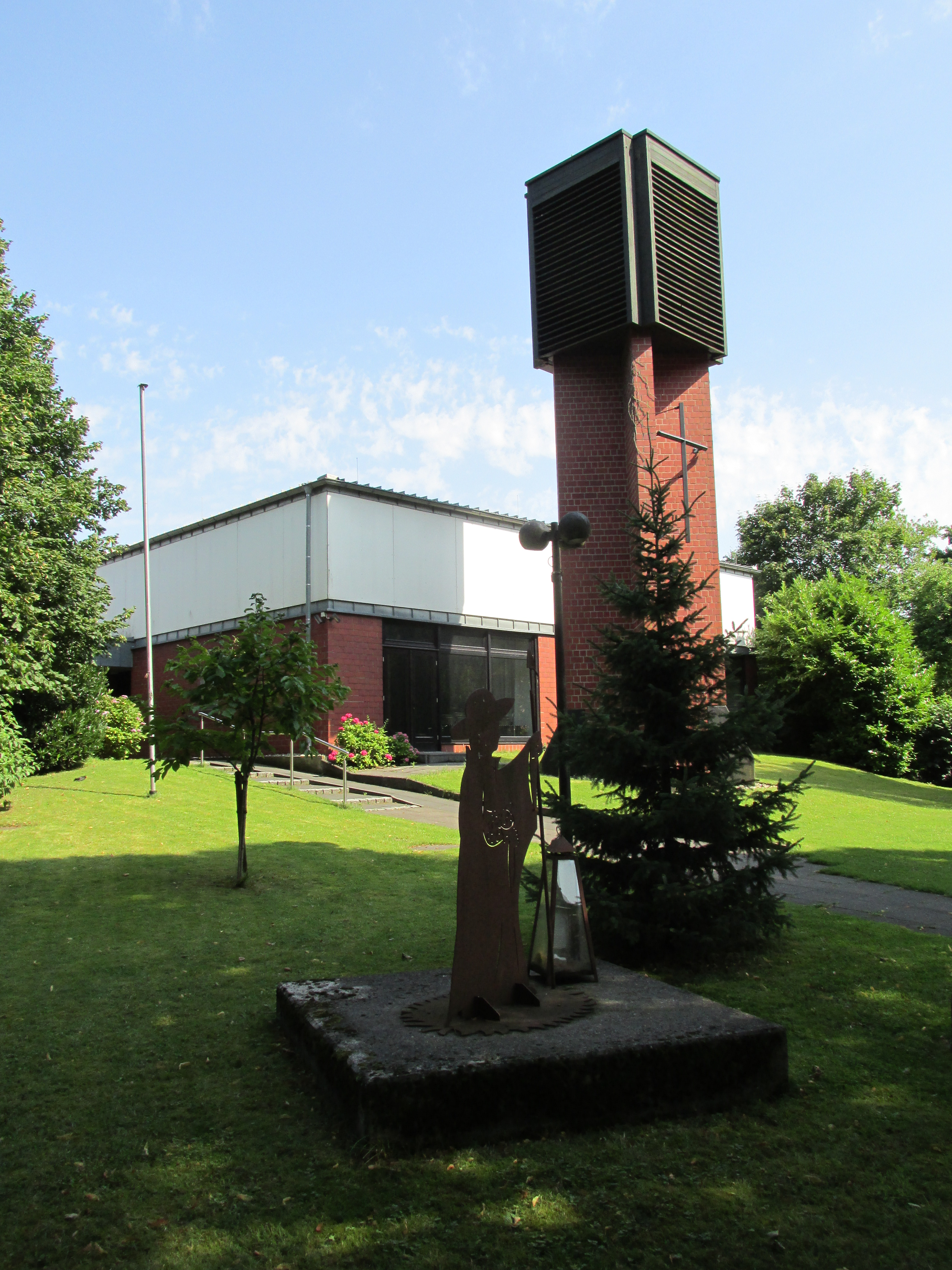
Ev. Kirchenzentrum Vom Guten Hirten (Billerbeck/Westf.)

- Kirche des Guten Hirten (Bremen-Sebaldsbrück)[4]
- Kirche Zum Guten Hirten (Celle)
- Zum Guten Hirten (Cottbus)
- Guter Hirt (Duingen)
- Zum guten Hirten (Frankfurt am Main)
- Zum Guten Hirten Friedrichshafen
- Zum Guten Hirten Geiselwind-Haag
- Unser Guter Hirte (Golzen), Bad Bibra, Sachsen-Anhalt
- Der gute Hirte (Großtöpfer), Gemeinde Geismar, Thüringen
- Kirche Zum Guten Hirten Grünheide (Mark)
- Kirche des Guten Hirten (Guben)
- Zum guten Hirten (Gütersloh)
- Kirche Der gute Hirte (Hamburg-Jenfeld)
- Zum guten Hirten Hamburg-Langenfelde
- Gut-Hirten (Herrenberg)
- Zum Guten Hirten (Krautsand)
- Guter Hirt (Hildesheim)
- Gut-Hirten-Kirche (Langenbrettach)
- Guter Hirt (Lilienthal)
- Gut-Hirten-Kirche (Mannheim)
- Kirche zum guten Hirten (Münkeboe), Gemeinde Südbrookmerland, Niedersachsen
- Zum Guten Hirten (Naunhof)
- Zum Guten Hirten (Nordholz)
- Zum Guten Hirten (Nürnberg)
- Zum Guten Hirten (Ramsau)
- Kirche Zum Guten Hirten (Regnitzlosau)
- Zum Guten Hirten (Rehden)
- Zum Guten Hirten (Schwarme)
- Gut-Hirten-Kirche (Stuttgart)[5]
- Zum Guten Hirten (Tangstedt)
- Evangelischen Kirche Zum guten Hirten (Todtmoos)
- Kirche zum Guten Hirten (Weil am Rhein)

### Frankreich
Frankreich
- Chapelle du Bon-Pasteur, Clermont-Ferrand, Auvergne
- Église du Bon-Pasteur, Lyon, Rhône-Alpes

### Italien
Italien
- Chiesa di Gesù Buon Pastore a Castellammare di Stabia, Napoli, Kampanien
- Chiesa del Buon Pastore ad Ischia, Napoli, Kampanien[6]
- Chiesa del Buon Pastore a Policoro, Matera, Basilikata[7]
- Gesù Buon Pastore alla Montagnola in Rom
- Chiesa del Buon Pastore (Parrocchiale) a San Giovanni Lupatoto, Verona, Veneto

### Malta
Malta
- Good Shepherd Convent, Balzan, Malta
- Church of the Good Shepherd, Victoria, Gozo

### Neuseeland
Neuseeland
- Church of the Good Shepherd at Lake Tekapo

### Niederlande
- Goede Herderkerk (Ulrum)

### Österreich
Österreich

Kärnten
- Evangelische Kirche zum Guten Hirten (Obervellach)[8]

Niederösterreich
- Wallfahrtskapelle zum guten Hirten Eberweis
- Filialkirche Ratzersdorf

Oberösterreich
- Evangelische Pfarrkirche Kirchdorf an der Krems
- Neue-Heimat-Kirche zum Guten Hirten, Linz-Kleinmünchen[9][10]
- Evangelische Kirche Windischgarsten

Salzburg
- Ehemalige Pfarrhofkapelle zum Guten Hirten im Lindenhof, Obertrum[11][12]
- Filialkirche Weitenau

Tirol
- Pfarrkirche Guter Hirte, Innsbruck-Höttinger Au[13]

Vorarlberg
- Kirche zum Guten Hirten (Bludenz), evangelisch H.B.
- Guthirtenkirche (Lustenau), Lustenau-Hasenfeld[14][15]

Wien
- Pfarrkirche Zum Guten Hirten (Wien) Wien-Hietzing
- Altkatholische Kirche zum Guten Hirten, Wien-Brigittenau[16]

### Papua-Neuguinea
Papua-Neuguinea
- Good Shepherd Cathedral, Wabag, Enga Province (Konkathedrale)

### Perú
Peru
- Cathedral of the Good Shepherd (Anglican), Lima, Miraflores[17]

### Philippinen
Philippinen
- The Cathedral-Shrine and Parish of the Good Shepherd, Novaliches Cathedral, Quezon City

### Polen
Polen
- Altkatholische und ehemals mennonitische Kirche zum Guten Hirten, Elbląg (Elbing), Woiwodschaft Ermland-Masuren
- Altkatholische Kirche zum Guten Hirten, Żagań (Sagan), Woiwodschaft Lebus
- Altkatholische Kirche zum Guten Hirten, Łęki Dukielskie

### Schweiz
Schweiz
- Kath. Kirche Guthirt, Meiringen
- Erste Guthirt-Kirche (Ostermundigen)
- Kath. Kirche Guthirt, Ostermundigen
- Guthirt-Kirche, Zürich

### Spanien
Spanien
- Catedral del Buen Pastor de San Sebastián, País Vasco
- El Buen Pastor de Miranda de Ebro, Burgos[19]

### Singapur
Singapur
- 善牧主教座堂, englisch The Cathedral of the Good Shepherd

### Südafrika
Südafrika
- Cathedral of the Good Shepherd and Our Lady of Sorrows, Hlabisa, KwaZulu-Natal[20]

### Tschechien
Tschechien
- Zum Guten Hirten (Hněvošice)
- Zum Guten Hirten (Podhradí u Aše)

### Vereinigtes Königreich
Vereinigtes Königreich
- Cathedral of the Good Shepherd, Ayr, Schottland
- Church of the Good Shepherd, Brighton
- Church of The Good Shepherd, Lake (Isle of Wight), South East
- Church of the Good Shepherd, London-Stamford Hill (nach Upper Clapton, ehem. kath. Kathedrale)[21]
- Church of the Good Shepherd, Rugeley[22]
- The Good Shepherd Chapel, Parish Church of St. Mary the Virgin, Gillingham, Dorset

### Vereinigte Staaten
Vereinigte Staaten
- Church of the Good Shepherd-Episcopal, Berkeley, California
- Roman Catholic Church of the Good Shepherd, Beverly Hills, California
- Church of the Good Shepherd and Parish House, Hartford, Connecticut
- Church of the Good Shepherd, Thomasville, Georgia
- Church of the Good Shepherd, Bloomington, Indiana
- Episcopal Church of the Good Shepherd, Lake Charles, Louisiana
- Church of the Good Shepherd-Episcopal, Blue Earth, Minnesota
- Church of the Good Shepherd, Coleraine, Minnesota
- Chapel of the Good Shepherd, Chautauqua, New York
- Church of the Good Shepherd, Cullen, New York
- Church of the Good Shepherd, New York, New York
- Good Shepherd-Faith Presbyterian Church, New York, New York
- Chapel of the Good Shepherd, New York, New York
- Church of the Good Shepherd, Raquette Lake, New York
- Episcopal Church/Chapel of the Good Shepherd, Roosevelt Island, New York
- Church of the Good Shepherd, Syracuse, New York
- Church of the Good Shepherd, Cashiers, North Carolina
- Free Church of the Good Shepherd, Raleigh, North Carolina
- Chapel of the Good Shepherd, Ridgeway, North Carolina
- Church of the Good Shepherd, Columbia, South Carolina
- Episcopal Church of the Good Shepherd, Ogden, Utah
- Good Shepherd Church, Coalburg, West Virginia